# Zemarchos
Zemarchos (starořecky Ζήμαρχος – Zémarchos, Zimarchos, 6. stol. n. l.) byl byzantský úředník, diplomat a cestovatel za vlády císaře Justina II.
V roce 569 byl vyslán jako posel k vládci západních Turků, dospěl do Ektagu severně od města Kuldže, kde byl přijat chánem. Výměna poselstva mezi Turky a Byzantinci měla za cíl společný postup proti sásánovské Persii.
Vrátil se okolo Aralského jezera k Volze a pak po Donu k Černému moři a do Cařihradu (roku 571). Tím se Evropa poprvé dozvěděla o existenci Aralského jezera. Jeho cesta rovněž potvrdila, že Kaspické moře je uzavřené, avšak teorie o jeho spojení s oceánem se udržela ještě dlouho ve středověkých kosmografiích.
Zemarchosova zpráva je zachována u Menandra Protektora "De legationibus".